# Velocità di fuga della longevità
Nel movimento di estensione della vita, la velocità di fuga della longevità (a volte indicata come velocità di fuga attuariale  ) è una situazione ipotetica in cui l'aspettativa di vita è estesa più a lungo del tempo che sta passando. Ad esempio, in un dato anno in cui sarebbe mantenuta la velocità di fuga della longevità, i progressi tecnologici aumenterebbero l'aspettativa di vita più dell'anno appena trascorso. 
L'aspettativa di vita aumenta leggermente ogni anno, quando le strategie e le tecnologie di trattamento migliorano. Al momento sono necessari più di un anno di ricerca per ogni anno aggiuntivo di vita estesa. La velocità di fuga di longevità si verifica quando questo rapporto si inverte, così che l'aspettativa di vita aumenti più rapidamente di un anno per ogni anno di ricerca, purché tale velocità di avanzamento sia sostenibile.   
Il concetto è stato inizialmente proposto da David Gobel, cofondatore del Methuselah Foundation (MF). L'idea è stata sostenuta dal biogerontologo Aubrey de Grey (l'altro cofondatore dell'MF) e il futurista Ray Kurzweil, che ha dato il nome a uno dei suoi libri, Fantastic Voyage: Live Long Enough to Live Forever, basandosi su questo concetto. Questi due individui affermano che facendo ulteriore pressione sulla scienza e la medicina affinché si concentrino sulla ricerca dell'estensione dei limiti dell'invecchiamento, invece di continuare al suo ritmo attuale, saranno salvate più vite nel futuro, anche se i benefici non sono apparentemente immediati.